# Le Mesnil-Saint-Firmin
Le Mesnil-Saint-Firmin – miejscowość i gmina we Francji, w regionie Hauts-de-France, w departamencie Oise.
Według danych na rok 1990 gminę zamieszkiwały 143 osoby, a gęstość zaludnienia wynosiła 35 osób/km² (wśród 2293 gmin Pikardii Le Mesnil-Saint-Firmin plasuje się na 854. miejscu pod względem liczby ludności, natomiast pod względem powierzchni na miejscu 960.).